# Robert Lamm
Robert William Lamm, ameriški klaviaturist, pevec in skladatelj, * 13. oktober 1944, Brooklyn, New York, ZDA.
Javnosti je postal znan kot ustanovni član rock zasedbe Chicago. Ustvaril je več hitov skupine, vključno s skladbami »Questions 67 & 68«, »Does Anybody Really Know What Time It Is?«, »Beginnings«, »25 or 6 to 4«, »Saturday in the Park«, »Dialogue (Part I & II)« in »Harry Truman«.

## Biografija
Lamm se je rodil 13. oktobra 1944 v Brooklynu, v New Yorku. Njegova starša sta imela zbirko jazzovskih plošč, ki so vplivale na Roberta. Kot mladenič je sodeloval v deškem in moškem pevskem zboru v Grace Episkopalni cerkvi v soseski Brooklyn Heights. V intervjuju leta 2003 je Lamm dejal: »Svoj prvi glasbeni trening sem prejel kot član tega zbora. Razkril mi je nekaj odlične sakralne glasbe iz Srednjega veka, preko Bacha pa do skladateljev 20. stoletja.«
Njegova mati se je kmalu poročila še enkrat, zaradi česar se je Lamm v starosti 15 let preselil v Chicago, Illinois. Na srednji šoli je študiral umetnost, posebno risanje in slikanje, na fakulteti pa je zamenjal smer in se vpisal na glasbeni program na Roosevelt University v Chicagu, kjer je študiral klavir in kompozicijo.
Leta 1967 je bil Lamm eden izmed šestih ustanovnih članov »rock skupine s trobili«, ki je kmalu postala znana pod imenom »Chicago«. Po posnetih šestih izjemno uspešnih albumov, je leta 1974 Lamm izdal debitantski solo album Skinny Boy, ki je postal edini solo album člana skupine pred začetkom 80. let. Lamm je počasi drsel v obdobje tako osebne, kot profesionalne frustracije. Leta 1982 se je pojavil z novim odnosom. »To se je zgodilo, mislim, z ‘If You Leave Me Now’  okrog leta 1976. Ko so nastopila 80. leta, so bile balade edina možnost, da smo lahko prišli na radio. Zaradi tega sem se počutil grozno, kot nekdo, ki mu balade niso mar in jih je napisal zelo malo. To je vedno bila bolj dolgočasna stran Chicaga, vendar ironično najbolj uspešna stran. Mislim, da je šlo za sovpad tega kar se je dogajalo na radiu in tega kam se je Chicago prilegal. Bili smo zelo dobri pri iskanju prostora, kamor smo se prilegali, je o spremembi smeri skupine dejal Lamm.
Ko se je leta 1991 Lamm preselil nazaj v New York, je sledilo več solo albumov. Lamm je ustanovil trio (Beckley-Lamm-Wilson) z Gerryjem Beckleyjem iz zasedbe America in Carlom Wilsonom iz skupine The Beach Boys. Po Wilsonovi smrti zaradi pljučnega raka februarja 1998, je leta 2000 izšel album z naslovom Like a Brother.
Vsi solo albumi in skladbe so bile Lammu kot dodatek ploščam Chicaga - Chicago XXXII: Stone of Sisyphus, Night & Day: Big Band, Chicago XXX in Chicago XXXVI: Now.
Lamm je bil gostujoči predavatelj glasbene produkcije na Univerzi Stanford. Leta 2012 je predaval predmet o pisanju pesmi na Univerzi v New Yorku.

## Osebno življenje
Med letoma 1970 in 1971 je bil Lamm poročen s Karen Lamm Wilson. Z drugo ženo, Julie Nini, se je poročil leta 1976, skupaj pa sta imela hčerko Sacho. Ločila sta se leta 1981. Leta 1985 se je Lamm poročil z igralko Alex Donnelly. Imela sta dve hčerki, Kate in Sean, leta 1991 pa sta se ločila. Istega leta se je Lamm še četrtič poročil, tokrat z Joy Kopko, s katero nima otrok.

## Instrumenti
Na začetku delovanja Chicaga, je Lamm uporabljal Hammond orgle in električni klavir Wurlitzer. Po prvi evropski turneji, je pričel uporabljati Hohner Pianet. Sprva je klavir uporabljal le v studiu, dokler ga ni pričel redno uporabljati tudi na koncertih. Tako je v začetku 70. let nabavil koncertni klavir Steinway Model D. Z uporabo Fender Rhodesa je pričel okrog leta 1972. Enkrat med letoma 1973 in 1974 je opremi dodal še melotron in Hohner Clavinet, pričel pa je uporabljati tudi sintetizatorje Moog in ARP. Konec 70. let je začel uporabljati sintetizator Yamaha CS-80 in verjetno tudi Sequential Circuits Prophet 5. V nekem intervjuju leta 1979 je Lamm dejal, da je ob uporabi CS-80 ugotovil, da Hammond orgel ne potrebuje več, zato jih ni več uporabljal. Na televizijskem nastopu leta 1980 je igral klavir s sintetizatorjem Multimoog. Potem je začel uporabljati številne zvočne module preko MIDI kontrolerjev, kot so Yamaha, Kawai, Rhodes in Yamaha keytar. Konec 80. let je začel uporabljati Lync LN10000 keytar. Kot trenutno prvo izbiro klaviature prisega na Yamaha Motif ES8.

## Solo diskografija
- Skinny Boy (1974)[5]
- Life Is Good in My Neighborhood (1993)[5]
- In My Head (1999)
- Like a Brother (2000) (Beckley-Lamm-Wilson)
- Subtlety & Passion (2003)
- Too Many Voices (podaljšana verzija albuma In My Head) (2004)
- Leap of Faith – Live in New Zealand (2005)
- Life is Good in My Neighborhood 2.0 (2006)
- Skinny Boy 2.0 (2006)
- The Bossa Project (2008)
- Living Proof (2012)
- Robert Lamm Songs: The JVE Remixes (2012)